# Виль (Цюрих)
Виль (нем. Wil ZH) — коммуна в Швейцарии, в кантоне Цюрих.
Входит в состав округа Бюлах. Население составляет 1280 человек (на 31 декабря 2007 года). Официальный код — 0071.

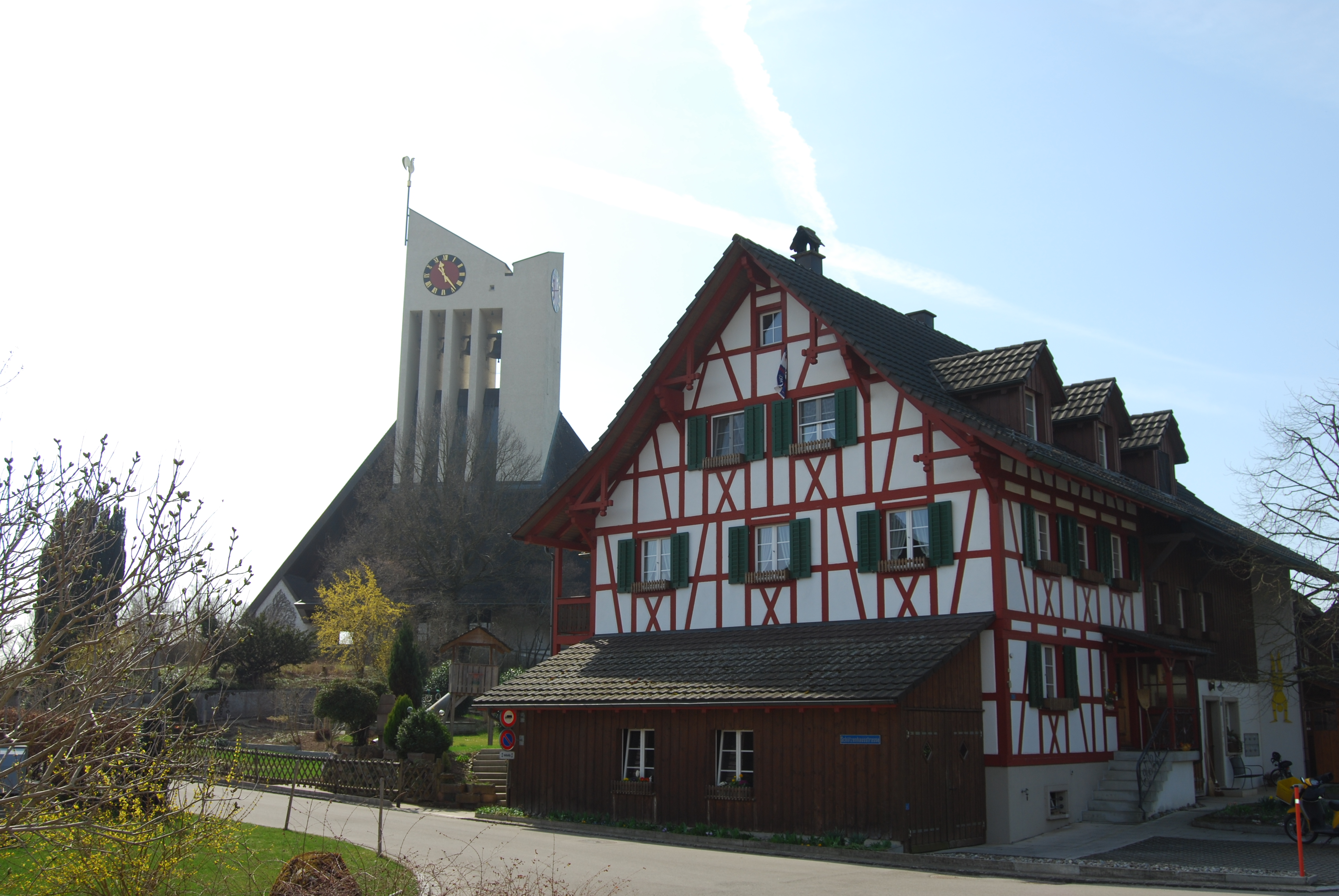
Виль (Цюрих)